# سباق سيراتزيت تشالنج 2016
سباق سيراتزيت تشالنج 2016 (بالإسبانية: Madrid Challenge by La Vuelta 2016)‏ هو سباق دراجات هوائية من فئة  1.1، وهو الموسم الثاني من سباق سيراتزيت تشالنج، وأقيم في 11 سبتمبر 2016 ضمن سباقات طواف العالم للدراجات للسيدات 2016، وشارك فيه  103 متسابقاً ووصل إلى نهايته  85 متسابقاً.
فاز بالمركز الأول جولين ديهور، وبالمركز الثاني كلو هوسكينغ، وبالمركز الثالث مارتا باستيانيلي، وفاز Mia Radotić ‏ في ترتيب النقاط.

## الفرق
| فرق سيدات محترفة (18)- Lensworld–Kuota ‏ - يو أي أيه تيم ‏ - لاريس واوودلز للسيدات 2016 ‏ - ليف بلانتور 2016 ‏ - لوينتيك 2016 ‏ - هايتك بوردكتس 2016 ‏ - Experza–Footlogix Ladies Cycling Team ‏ - BTC City Ljubljana ‏ - إس دي وركس ‏ - Liv AlUla Jayco ‏ - باركهوتل فالكنبورغ كونتيننتال 2016 ‏ - Cylance Pro Cycling (women's team) ‏ - بيبينك ‏ - لوتو سودال للسيدات 2016 ‏ - بيزكايا دورانجو ‏ - Weber La Segunda Ladies Power Team ‏ - FDJ–Suez ‏ - Wiggle High5 Pro Cycling ‏ فريق وطني- فريق إسبانيا لركوب الدراجات للسيدات 2016 ‏ |  |
| |  |

## التصنيف العام النهائي
| التصنيف العام | التصنيف العام           | التصنيف العام                       | التصنيف العام | التصنيف العام |
| المتسابقة     | المتسابقة               | الفريق                              | الوقت         |               |
| ------------- | ----------------------- | ----------------------------------- | ------------- | ------------- |
| 1             | جولين ديهور             | Wiggle High5 Pro Cycling ‏           | 2 س 01 د 01 ث |               |
| 2             | كلو هوسكينغ             | Wiggle High5 Pro Cycling ‏           | + 0 ث         |               |
| 3             | مارتا باستيانيلي        | يو أي أيه تيم ‏                      | + 0 ث         |               |
| 4             | شانتال بلاك             | إس دي وركس ‏                         | + 0 ث         |               |
| 5             | ماريا جوليا كونفالونيري | Lensworld–Kuota ‏                    | + 0 ث         |               |
| 6             | كارمن سمال              | Cylance Pro Cycling (women's team) ‏ | + 0 ث         |               |
| 7             | مونيك فان دي ري         | دولتشيني فان إيك بروكسيموس ‏         | + 0 ث         |               |
| 8             | يوجينة بوجاك            | BTC City Ljubljana ‏                 | + 0 ث         |               |
| 9             | روكسان فورنييه          | FDJ–Suez ‏                           | + 0 ث         |               |
| 10            | إميلي موبيرج            | تيم كوب هايتك بوردكتس ‏              | + 0 ث         |               |
|               |                         |                                     |               |               |
|               |                         |                                     |               |               |